# Agmina panda
Agmina panda là một loài Trichoptera trong họ Ecnomidae. Chúng phân bố ở miền Australasia.